# Seznam kostelů zasvěcených svatému Barnabáši

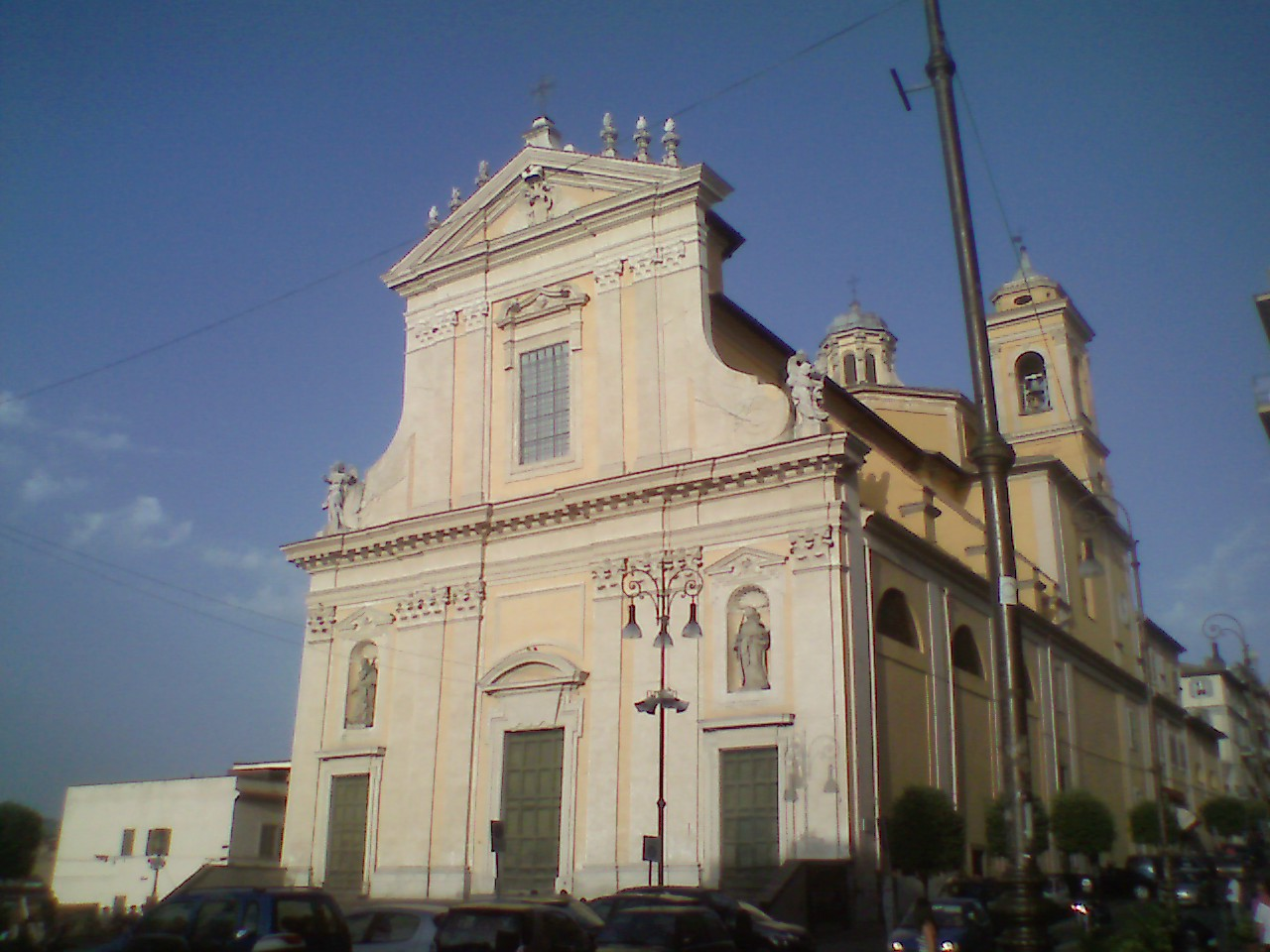
Basilica di San Barnaba

Kostely zasvěcené sv. Barnabášovi, apoštolu a misionáři obsáhle zmiňovanému v Novém Zákoně, lze nalézt po celém světě napříč všemi denominacemi, které kostely světcům zasvěcují.

## Anglie
- Kostel svatého Barnabáše v jižním Londýně [1]

## Austrálie
- St. Barnabas – anglikánský kostel v Sydney

## Česko
- Kostel svatého Barnabáše v Těšanech [2]

## Kypr
Kostel svatého Barnabáše ve Famagustě

## Itálie
- Basilica di San Barnaba  v Marinu
- San Barnaba (Milán)
- San Barnaba (Florencie)

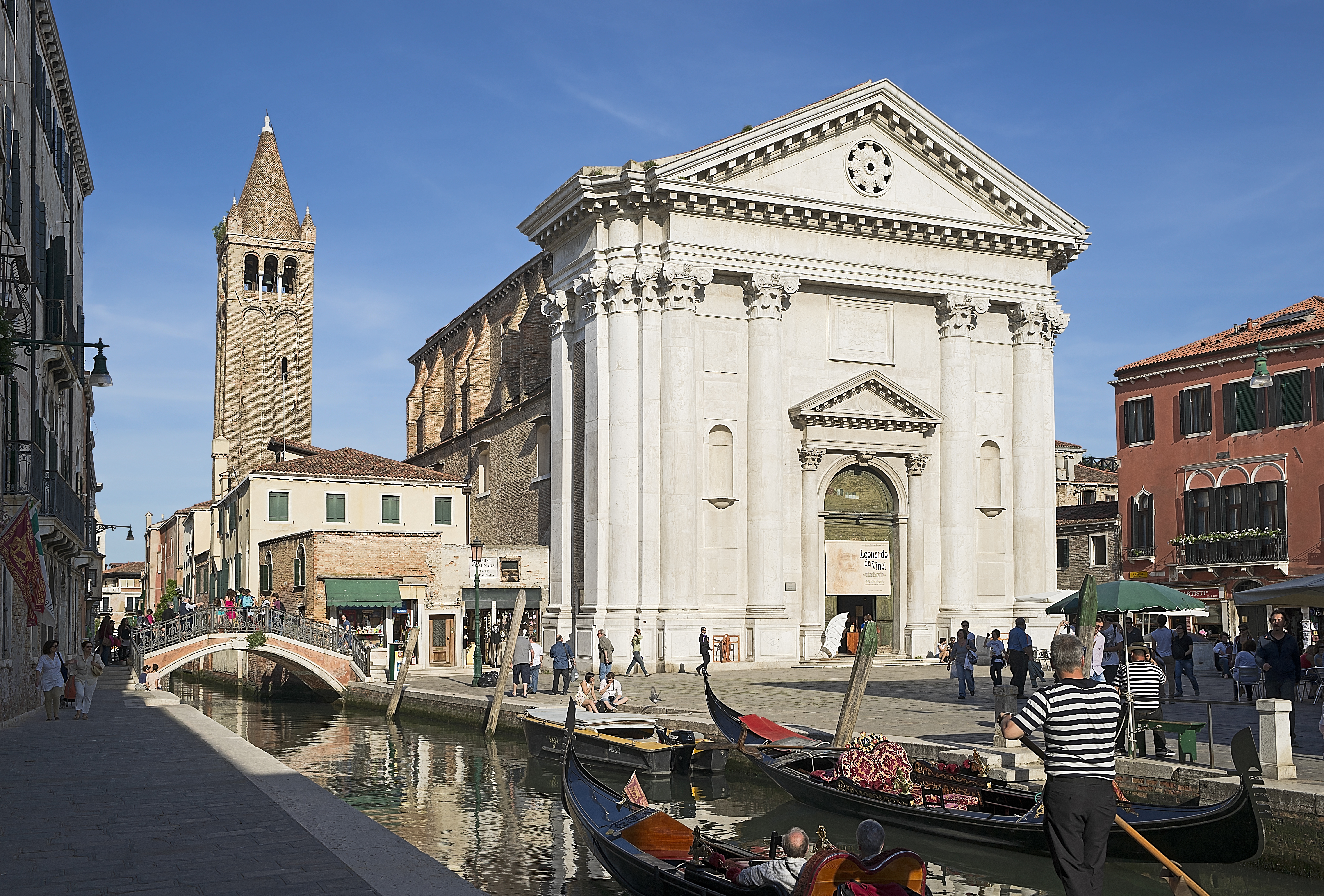
kostel sv. Barnabáše v Benátkách

- Kostel svatého Barnabáše v Benátkách

## Švýcarsko
- San Barnaba (Bidogno)